# 조 패스

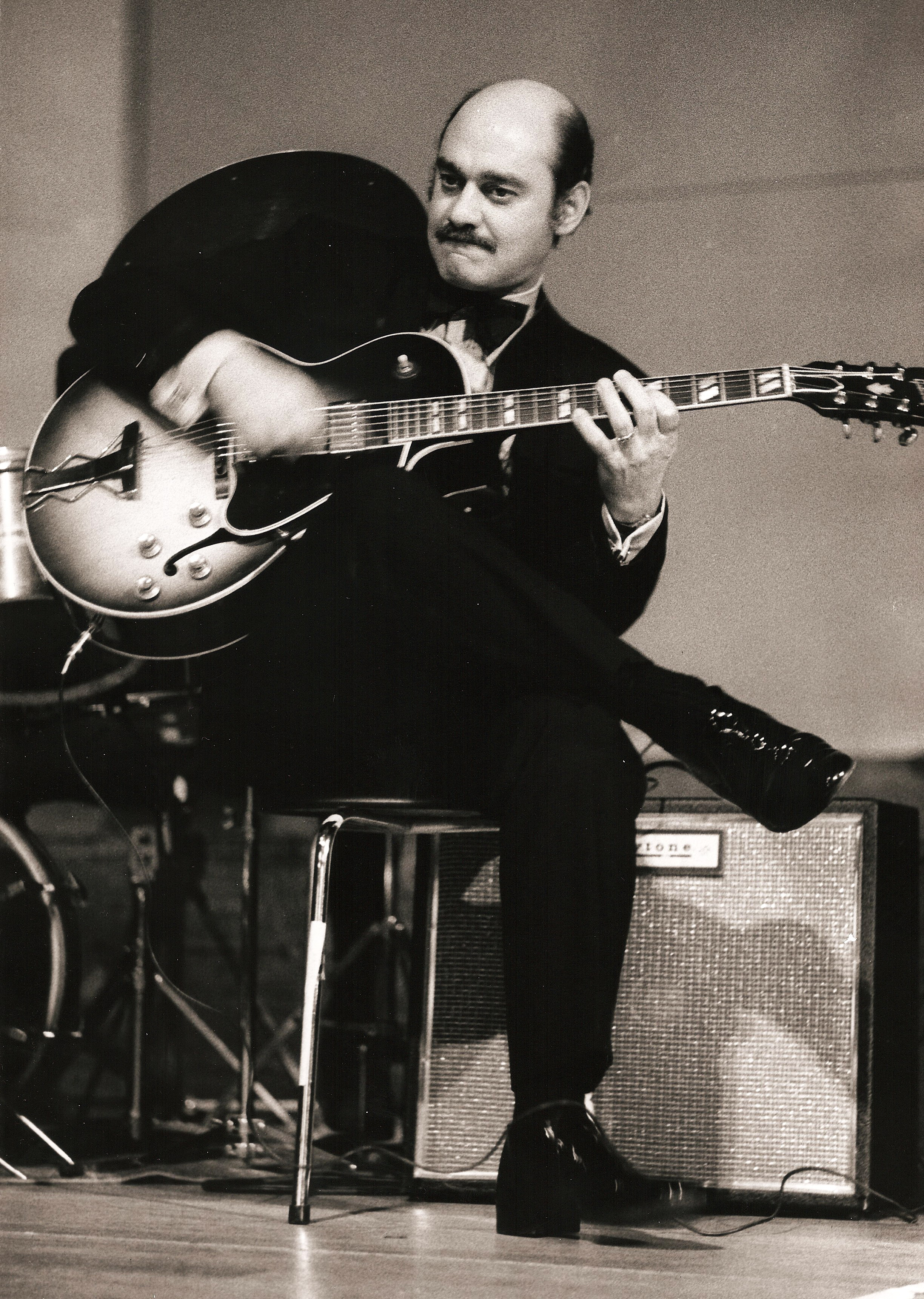

조 패스(Joe Pass, 1929년 1월 13일 - 1994년 5월 23일)는 미국의 재즈 기타리스트이다. 20세기 최고의 재즈 기타리스트 중 한 명으로 꼽힌다. 워킹 베이스, 선율적인 대위법 등을 사용하여 재즈 기타의 가능성을 열어줬고 1974년 베스트 재즈 연주 부문 그래미상을 수상했다.

## 음반
- 1961 - Sounds of Synanon
- 1962 - Chet Baker Sings
- 1964 - For Django
- 2008 - Hamburg Duets 1976